# Flip xip

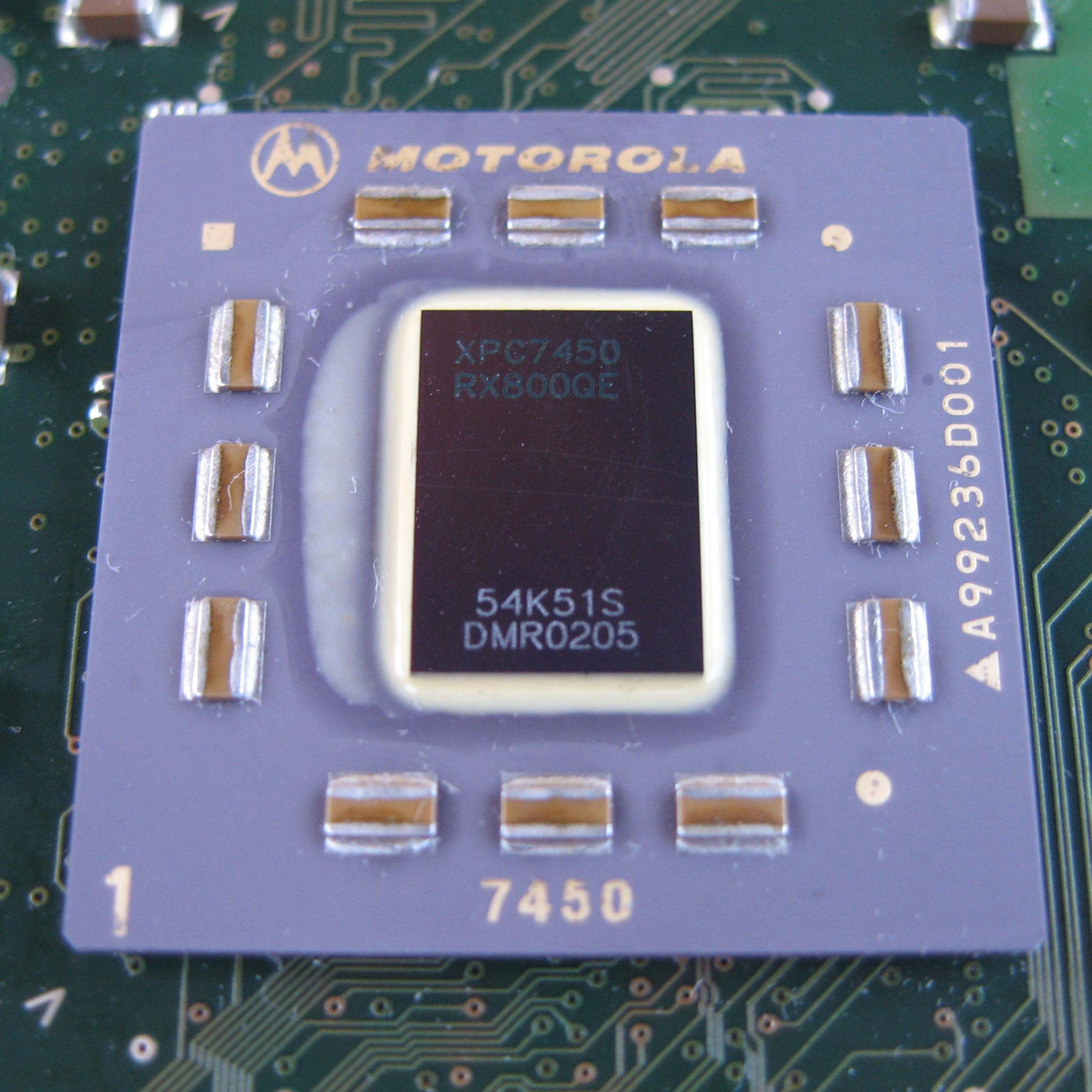
Empaquetat d'un processador PowerPC amb Flip-Chip, es veu el xip de silici

 Flip xip  és una tecnologia d'encaix per circuits integrats a més d'una forma de presència i muntatge per xips de silici.
Com a mètode de muntatge, elimina la necessitat de màquines de soldadura de precisió i permet el muntatge de moltes peces a la vegada.
Com a mètode de dimensions per xips, redueix la mida del circuit integrat a la mínima expressió, convertint-lo en una petita peça de silici amb diminutes connexions elèctriques.
Convencionalment se soldades petits fils a uns punts de connexió en el perímetre del xip, permetent el flux de corrent entre els pins i els circuits elèctrics en el silici. El xip es pegava amb els seus components actius cap per amunt de manera que en alguns circuits integrats com les memòries UV-EPROM és possible veure l'arranjament de components de silici i els fils que el connecten.
És una tècnica d'ús estès per a la construcció de microprocessadors, processadors gràfics per a targetes de vídeo, integrats de xipset. En alguns circuits integrats construïts amb aquesta tècnica, el xip de silici queda exposat de manera que pot ser refredat de manera més eficient.